# Museu Regional em Janów Lubelski
O Museu Regional em Janów Lubelski  – único museu em Janów Lubelski de temática religiosa. Fica atualmente no edifício de Prisão Velha em Janów Lubelski construída nos anos 1825-1826, atualmente na renovação. Desde 2013 nas salas parcialmente renovadas estão organizadas exposições temporais. Uma sede temporária do Museu - a direção  e salas de exposições temporais ficam no edifício da Casa de Professores na rua Ogrodowa 16.
O Museu foi inaugurado no dia 1 de Janeiro de 1986. Pelos primeiros 10 anos funcionou como o Museu do Ato Armado em Janów Lubelski - Filial do Museu Distrital em Sandomierz. Como o Museu Regional funciona desde 1996. Desde então funciona como uma instituição independente sob as autoridades municipais.

## Acumulação e disponibilização da exposição
A atividade principal do museu é a acumulação e disponibilização da coleção. Na exposição acumulada ficam, entre outros, coleções arqueológicas e da história da região, da sua tradição, cultura e arte. As coleções desse tipo são adquiridas principalmente por meio da compra, entrega ou doação. Também estão sendo conduzidas consultas nos outros museus, arquivos e bibliotecas. As coleções próprias, o museu compartilha de graça para necessidades de pesquisas científicas. Podem ser usadas também pelas pessoas que querem saber mais sobre história ou etnografia da região do distrito Janów.
A exposição é usada anualmente por cerca de 50 pessoas. Frequentemente estão de editoras ou revistas (por exemplo a revista Janowskie Korzenie).

## Exposição artística
O Museu conduz a atividade de exposição artística sendo uma das formas de compartilhamento de coleções próprias. Apresentação ocorre nas exposições permanentes. Apesar disso, estão organizadas exposições temporais, selecionadas quanto a transmissão do conhecimento de disciplinas. Nesse caso é importante a cooperação conduzida com os outros museus, bibliotecas e outras organizações similares. O exemplo disso é a Academia de Ciências da Polónia, Instituto da Memória Nacional, Associação National Geographic Polónia, Museu Etnográfico Estatal na Varsóvia, Museu Nacional na Varsóvia.

## Investigação científica
O Museu em Janów Lubelski conduz investigações científicas em terrenos na área do distrito de Janów, principalmente para extrair monumentos arqueológicos, históricos e etnográficos. Conduz também as obras de consulta nos museus-arquivo, pessoas privadas no objetivo de obter as informações ligados com a história e cultura da terra de Janów como também no objetivo de arquivação e documentação desses materiais.
Outra manifestação da atividade científica e investigadora do museu é a organização de acampamentos de ciência para os estudantes da Faculdade de Estudos Culturais da UMCS em Lublin.

## Editores
O Museu lança os catálogos informativos sobre exposições realizadas no museu. Apesar disso é também co-editora ou editora de livros. Vale a pena mencionar:
●     Janów Lubelski 1640–2000, pod red. Zenona Baranowskiego, Barbary Nazarewicz, Józefa Łukasiewicza, Sandomierz: Wydawnictwo Diecezjalne, 2000, 302 ss.
●     Zenon Baranowski, Rys historyczny miejscowości powiatu janowskiego, Lublin, Stalowa Wola: „Sztafeta”, 2001. 171 ss.
●     Janowskie Gimnazjum i liceum w oczach wychowanków (1993, praca zbiorowa, 59 stron).
●     Łążek garncarski (1995, Barbara Nazarewicz).
●     Janowskie Korzenie.

## Atividade educacional
O Museu coopera com escolas do distrito no objetivo da condução dos programas educativos. Organiza seminários na base de exposições. O Museu tenta manter uma tradição e técnicas locais como por exemplo olaria ou tecedura organizando workshops para crianças e jovens. Apesar disso, o Museu em Janów co organiza muitas festas culturais na cidade, por exemplo Festiwal kaszy ou Jarmark Janowski.